# Ovosxnoi
Ovosxnoi Otdelénia N.2 sovkhoza "Txelbaski" - Овощной отделения № 2 совхоза «Челбасский» (rus) és un possiólok del krai de Krasnodar, a Rússia. Es troba a les terres baixes de Kuban-Azov, a la vora dreta del riu Kozlova, afluent per la dreta del Txelbas, davant de Prígorodni, a 5 km a l'oest de Tikhoretsk i a 119 km al nord-est de Krasnodar.
Pertany al municipi d'Alekséievskaia.